# オープンスカイズ
オープンスカイズ(OpenSkies)は、ブリティッシュ・エアウェイズ傘下のフランスの航空会社。2020年7月8日に運航を停止した。運行の大部分は同じインターナショナル・エアラインズ・グループのレベルに引き継がれた。

## 概要

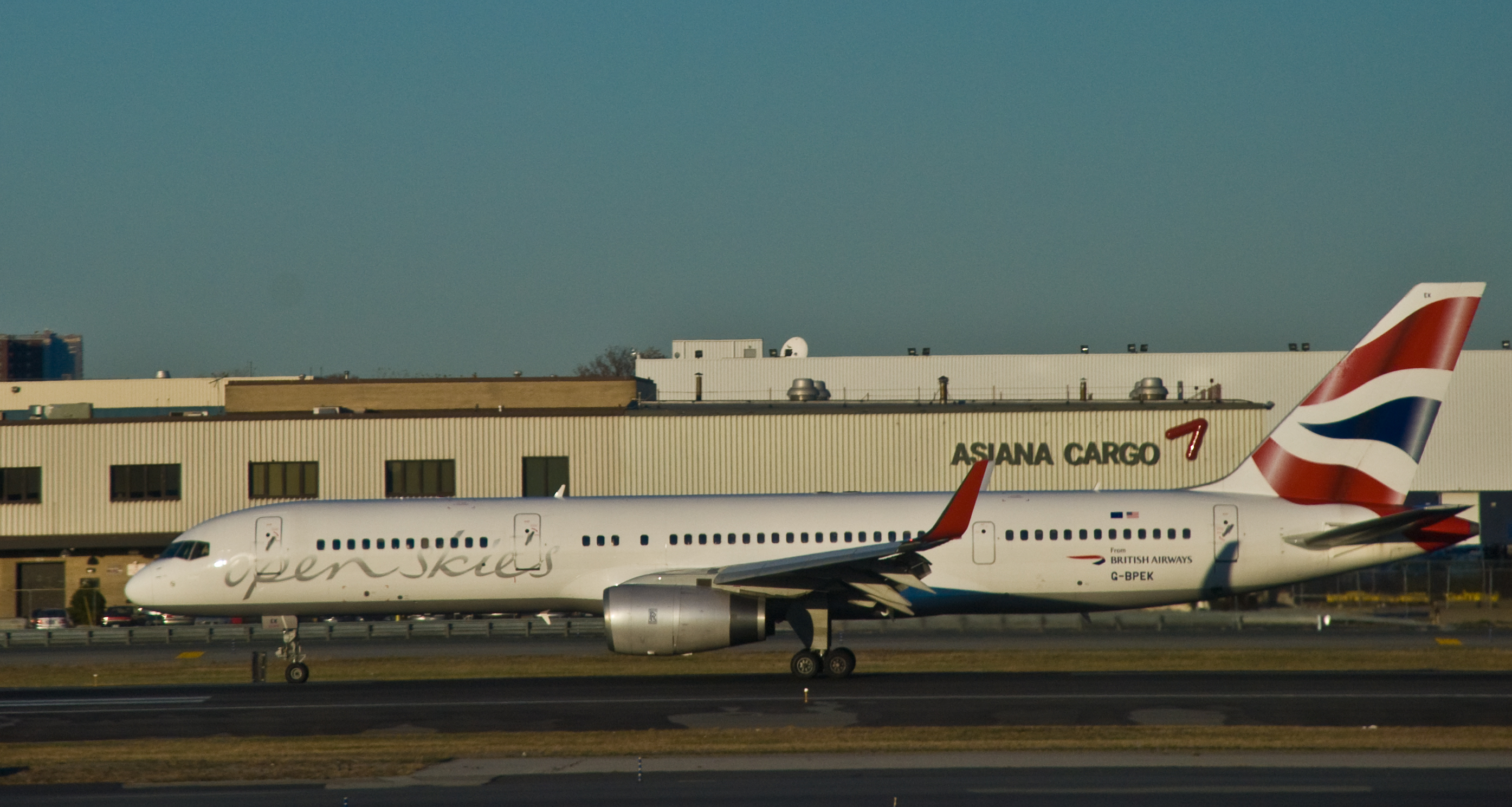
オープンスカイズのボーイング757

2008年3月に発効したアメリカ・EU間のオープンスカイ協定に伴い、EU内の航空会社は加盟国であればどこからでもアメリカへ路線の開設が可能になった。
これを受けてブリティッシュ・エアウェイズの子会社として設立され、2008年6月19日に運航を開始。同年7月、ブリティッシュ・エアウェイズがル・アビヨン（英語版）を買収したのに伴い、2009年4月に同社と事業を統合した。
航空券の座席予約システム（CRS）は、アマデウスITグループが運営するアマデウスを利用している。

2012年12月1日、アフィリエイトメンバーとして航空連合・ワンワールドに加盟した。

## 機内サービス
運航開始当初は“Biz bed”と“Biz Seat”の2種類からなる全席ビジネスクラスで運航されていたが、2012年6月19日から“Eco Class”（エコノミークラス）を導入、“Biz Seat”は“Prem Plus”に改称された。
“Biz bed”にはフラットシートを装備。2011年10月から全クラスでiPadを用いた機内エンタテイメントサービスを提供している。オルリー空港ではイベリア航空、ニューヨークの2空港ではブリティッシュ・エアウェイズのラウンジが利用可能。

## 就航都市
- フランス
  - パリ - オルリー空港（メインハブ）
- アメリカ合衆国
  - ニューヨーク - ジョン・F・ケネディ国際空港
  - ニューアーク - リバティー国際空港

### 過去の就航都市
- オランダ
  - アムステルダム - アムステルダム・スキポール空港
- アメリカ合衆国
  - ワシントンD.C. - ダレス国際空港

## 機材
エアバスA330-200 2機